# Johann Matthias von der Schulenburg
Johann Matthias von der Schulenburg, Matthias von der Schulenburg, född 8 augusti 1661, död 14 mars 1747, riksgreve, tysk militär; fältmarskalk 1734. Under stora nordiska kriget ledde han den sachsiska armén under åren 1702–1706, och deltog därvid i slaget vid Kliszów 1702, slaget vid Punitz 1704 och slaget vid Fraustadt 1706.